# Taurhynchus fervidus
Taurhynchus fervidus là một loài ruồi trong họ Asilidae. Taurhynchus fervidus được Curran miêu tả năm 1934. Loài này phân bố ở vùng Tân nhiệt đới.